# Dissociativa droger
Dissociativa droger, som är en undergrupp av hallucinogenerna, reducerar eller blockerar sinnesintrycken till medvetandet vilket försätter droganvändaren i ett drömlikt tillstånd där händelser och handlingar äger rum i en "inre värld" utan nödvändig koppling till verkligheten.
Exempel på dissociativa droger är PCP, Ketamin, Metoxetamin, profetsalvia, lustgas och dextrometorfan.